# BeWelcome
 (janvier 2024).
BeWelcome est un réseau d'échange d'hospitalité open source , dédié à la rencontre et à l'hébergement de voyageurs dans le monde.

## Histoire
Le site BeWelcome s'affirme lui-même comme étant « le premier réseau d'échange d'hospitalité Open source ».
BeWelcome est la suite d'un projet créé en octobre 2006, par des volontaires insatisfaits du réseau Hospitality Club qui ont fondé officiellement l'association à but non lucratif BeVolunteer enregistrée à Rennes et « qui gère le site BeWelcome ».
La plateforme est constituée en partie de personne déçue, de CouchSurfing et d'Hospitality Club. Notamment, un pic d'inscription (passant de 10 000 à 38 000 inscrits) est observé lorsque CouchSurfing devient payant.
En 2021, BeWelcome dispose de 170 000 logements géolocalisés.

## Fonctionnement
L'utilisation de BeWelcome est libre et gratuite et permet à tout un chacun de rencontrer des voyageurs étrangers et de pratiquer l'échange d'hospitalité.
Comme plusieurs sites collaboratifs, il convient pour s'inscrire de remplir un profil utilisateur. Ce profil est vérifié par des volontaires, avant d'échanger avec les autres membres afin de pouvoir les rencontrer, pour un renseignement ou pour recevoir ou pour être hébergé sur une courte durée chez l'habitant. Cet échange de service ou d'hospitalité n'est pas forcément réciproque et les modalités sont définies par les personnes concernées.
Les membres peuvent être hôtes ou des invités, ou les deux, ou ni l'un ni l'autre s'ils veulent tester le service. La mise en relation se passe via le site interne. 
Une fonctionnalité de commentaire permet à l'hôte ou l'invité de rendre public son expérience avec la personne qu'il a rencontrée. Ce système de commentaires permet de sécuriser les échanges entre les personnes en réduisant l'anonymat sans pour autant prendre un caractère bureaucratique.
Les premiers contacts entre membres, en vue de définir les modalités d'un échange, se font au travers du système de messagerie interne de BeWelcome qui permet de protéger son adresse électronique contre les spams et de limiter les abus (tel que des sollicitations commerciales par exemple).

## Motivation des utilisateurs
Les utilisateurs de BeWelcome sont en général motivés par le désir de rencontrer des locaux lorsqu'ils voyagent à l'étranger. L'objectif de ces voyageurs étant de découvrir un pays où une situation au travers des yeux de ses habitants.
Beaucoup des membres sont aussi intéressés par l'apprentissage ou le perfectionnement d'une langue étrangère.
Les membres hôtes offrent en général soit un hébergement de courte durée, soit leur assistance en tant que guide, soit une aide (à distance) pour répondre aux questions permettant d'organiser un voyage.
Certains bénévoles de BeWelcome organisent aussi des rencontres (restaurant, pique-nique, visites, promenades) ouvertes aux autres membres (et à leurs relations).
À l'instar d'autres sites d'hébergement, des rassemblements étalés sur plusieurs jours sont organisés de manière récurrente par les communautés locales, notamment à Toulouse (Seek The Duck), Lyon (Seek The Pig), Marseille (In Cod We Trust) ou Berlin.
BeWelcome n'est pas un site de rencontres matrimonial et refuse tout profil affichant une telle motivation (offre ou demande). BeWelcome refuse également que ses services soient utilisés afin d'obtenir des lettres d'invitations pour des demandes de visas et supprime le profil de tout membre qui agirait de la sorte.

## Particularités
- Organisation basée sur le travail de bénévoles dans le monde entier s'appuyant sur le logiciel libre et une organisation démocratique.
- Sans but lucratif
- Possibilité de remplir son profil en plusieurs langues afin qu'il puisse être lu par un maximum de voyageurs ou d'hôtes.
- Possibilité pour les voyageurs d'entrer leur plan de voyage dans le site afin de faire connaître leur destination aux hôtes potentiels.
- Forum multilingue permettant de publier un même message dans plusieurs langues dans le but d'en augmenter la lisibilité, le contenu étant affiché dans la langue du visiteur si celle-ci est disponible